# Night of the Demons (1988)
Night of the Demons (auch Night of the Demons – Der Halloween-Höllentanz) ist ein US-amerikanischer Horrorfilm des Regisseurs Kevin Tenney. Er erschien am 14. Oktober 1988.
Der Film wurde am 31. Mai 1989 von der Bundesprüfstelle für jugendgefährdende Medien indiziert und zum 19. Februar 2014 wieder von der Liste der jugendgefährdenden Medien gestrichen.

## Handlung
Die Außenseiterin Angela veranstaltet mit ihrer Freundin Suzanne eine Halloween-Party in Hall-House, dem ehemaligen Gebäude eines Bestattungsunternehmens. Eingeladen sind Jay, der seine Freundin Judy zum Mitkommen überredet, die Freunde Stooge, Helen und Rodger sowie das Pärchen Max und Frannie. Judys Exfreund Sal besticht deren kleinen Bruder Billy, um den Ort der Party zu erfahren und kommt so ebenfalls nach Hall-House.
Um sich die Zeit zu vertreiben, veranstalten die Jugendlichen eine Séance, mit der sie versehentlich einen Dämonen im Keller des Hauses erwecken, der bald darauf von Suzanne Besitz ergreift. Als Rodger und Helen, verängstigt durch eine Reihe merkwürdiger Vorkommnisse, die Party und das Gelände verlassen wollen, stellen sie fest, dass das Tor, durch das sie gekommen waren, nicht mehr existiert und sie somit zum Bleiben gezwungen sind.
Während die Jugendlichen nach und nach von den Dämonen besessen und getötet werden, gelingt es nur Judy und Rodger, bis zum Morgengrauen zu überleben und sich schließlich über die Begrenzungsmauer des Geländes, die den Verlauf eines unterirdischen Flusses markiert, den die Dämonen nicht überqueren können, in Sicherheit zu bringen.

## Fortsetzungen und Neuverfilmung
1994 erschien mit Brian Trenchard-Smiths Film Night of the Demons 2 ein erster Nachfolger. Gemeinsam mit dem dritten Teil Demon Night aus dem Jahr 1996, bei dem Jim Kaufman Regie führte, bilden die Filme eine Trilogie.
Im Jahr 2009 entstand mit Night of the Demons eine Neuverfilmung bei der Kevin Tenney als Produzent mitwirkte. Regie führte Adam Gierasch.

## Veröffentlichungen in Deutschland

### Video
Die deutsche Erstveröffentlichung auf VHS fand durch Sony/G.L. Video in einer um wenige Sekunden gekürzten Fassung mit dem Untertitel „Der Halloween-Höllentanz“ statt.

### DVD
Der Publisher X-rated Kult DVD veröffentlichte den Film 2001 in einer auf 2222 Stück limitierten, als „Spezielle Gore-Version“ gekennzeichneten, Sonderedition ungekürzt auf DVD. Daneben wurde auch eine entschärfte Version mit der Freigabe FSK 16 auf den Markt gebracht. Am 30. April 2003 erschien die ungekürzte Version des Films ein weiteres Mal auf DVD, diesmal beim Label Laser Paradise. Außerdem existieren seit dem 10. November 2008 mehrere limitierte Auflagen des Labels 84 Entertainment.